# Обријеж
Обријеж је насељено мјесто у граду Бијељина, Република Српска, БиХ. Према попису становништва из 1991. у насељу је живјело 218 становника.

## Становништво
| Националност       | 1991.        | 1981.        | 1971.      |
| Срби               | 210 (96,33%) | 209 (89,31%) | 247 (100%) |
| Муслимани          | 0            | 1 (0,42%)    | 0          |
| Југословени        | 6 (2,75%)    | 23 (9,82%)   | 0          |
| остали и непознато | 2 (0,91%)    | 1 (0,42%)    | 0          |
| Укупно             | 218          | 234          | 247        |

| Демографија | Демографија | Демографија |
| Година      | Становника  | Становника  |
| ----------- | ----------- | ----------- |
| 1948.       | 235         |             |
| 1953.       | 246         |             |
| 1961.       | 236         |             |
| 1971.       | 247         |             |
| 1981.       | 234         |             |
| 1991.       | 218         |             |